# Граф Портленд

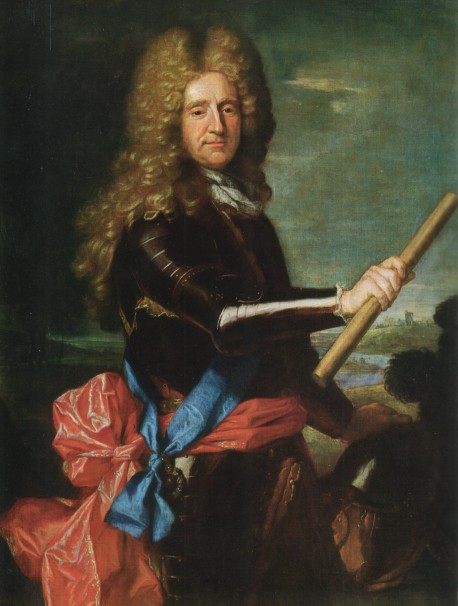
Вільям Бентінк, 1-й граф Портленд

Граф Портленд — титул, що започатковувався двічі у системі перства Англії, вперше — у 1633, вдруге — у 1689 році.

## Графи Портленд, перша креація (1633)
- Річард Вестон, 1-й граф Портленд (1577—1635)
- Джером Вестон, 2-й граф Портленд (1605—1663)
- Чарльз Вестон, 3-й граф Портленд (1639—1665)
- Томас Вестон, 4-й граф Портленд (1609—1688)

## Графи Портленд, друга креація (1689)
- Вільям Бнтінк, 1-й граф Портленд (1649—1709)
  - Віллем Бентінк (1681—1688), старший син 1-го графа, помер у молодості
- Генрі Бентінк, 2-й граф Портленд (1682—1726), другий син 1-го графа, став герцогом Портлендським у 1715 році

## Герцоги Портленд (1715)
- Henry Бентінк, 1-й герцог Портленд (1682—1726)
- Вільям Бентінк, 2-й Герцог Портленд (1709—1762)син попереднього
- Вільям Кавендіш-Бентінк, 3-й герцог Портлендський (1738—1809), син попереднього
- Вільям Бентінк, 4-й герцог Портленд (1768—1854), син попереднього
  - Вільям Генрі Кавендіш-Бентінк, маркіз Тічфілд (1796—1824), син попереднього
- Вільям Джон Кавендіш Бентінк-Скотт, 5-й герцог Портленд (1800—1879)
- Вільям Кавендіш-Бентінк, 6-й герцог Портленд (1857—1943)
- Вільям Кавендіш-Бентінк, 7-й герцог Портленд (1893—1977)
- Фердинанд Кавендіш-Бентінк, 8-й герцог Портленд (1888—1980)
- Віктор Кавендіш-Бентінк, 9-й герцог Портленд (1897—1990)
  - Вільям Джеймс Кавендіш-Бентінк (1925—1966)

## Графи Портленд, друга креація (1689, продовження)
- Генрі Бентінк, 11-й граф Портленд (1919—1997)
- Тім Бентінк, 12-й граф Портленд (нар. 1953)